# Cidade AM
A Cidade AM é uma estação de rádio comercial brasileira sediada em Fortaleza, capital do estado do Ceará, que opera na frequência de 860 kHz em AM, outorgada em Maracanaú. Pertencente ao Grupo Cidade de Comunicação, a estação, que adota programação popular, foi inaugurada em 10 de junho de 1982 por Miguel Dias de Souza após adquirir uma concessão desativada na cidade de Maranguape.

## História
A Cidade AM foi inaugurada em 10 de junho de 1982 pelo empresário Miguel Dias de Souza após adquirir a concessão dos 1 580 kHz da Rádio Iracema de Maranguape, desativada em 1978, antes sob a propriedade de José Pessoa de Araújo, que a vendeu para Patriolino Ribeiro, seu sócio na TV Cidade de Fortaleza e pai de Miguel Dias. Com a emancipação do distrito de Maracanaú, antes localizado em Maranguape, a emissora passou a estar outorgada no novo município com transmissão da capital cearense, operando nos 860 kHz. Em um primeiro momento, retransmitiu a programação da Rádio Bandeirantes de São Paulo.
A Cidade AM segue uma linha popular, com programas noticiosos, esportivos, de pauta política e espaços para produções independente, como programas de sindicatos. Em 2000 a estação foi arrendada à empresa Canal Forró, que agenciava bandas de forró, até o Grupo Cidade de Comunicação retomar seu controle em 2017. Em 2018 Miguel Dias Filho assumiu a presidência do grupo e de seus veículos após a morte do pai. Em junho do mesmo ano, a estação passou a transmitir partidas de futebol em cadeia com a recém-inaugurada Jovem Pan News Fortaleza, também do Grupo Cidade. Antes, a cobertura futebolística era de responsabilidade de uma equipe terceirizada, que foi dispensada devido ao retorno do grupo ao seu comando. A Cidade AM chegou a aderir à transmissão conjunta em 2011, quando a coirmã FM 92 estava investido em jornadas esportivas.
Em setembro de 2023 a Cidade AM substituiu suas faixas musicais por reprises de programas da Jovem Pan News Fortaleza com o objetivo de implantar uma programação integralmente jornalística até concluir sua migração para a frequência modulada.